# NEMSエンタープライズ
NEMS(ネムズ)エンタープライズ (NEMS Enterprise)は、1962年6月26日にブライアン・エプスタインが弟クライブを共同経営者として、ビートルズのマネージメント実務を処理する組織として設立した会社である。
NEMS（通称=ネムズ）は、ブライアンの父が電気製品の販売するために作った店の名前で、North End Music Stores の略である。後に『NEMSエンタープライズ』は、シラ・ブラック、ビリー・J・クレイマー、ジェリー&ザ・ペースメイカーズ、ビージーズなどとも、マネージメント契約を結ぶ。

## 成り立ち
ブライアン・エプスタインはNEMSのレコード部門の責任者でレコード店を、弟のクライブは電気および家庭用品部門を担当していたが、1961年にビートルズと出会い、その魅力に惹かれて同年12月に自ら申し出てマネージャーとなる。
1962年6月にビートルズがパーロフォン・レーベルとレコーディング契約を締結すると、エプスタインは『NEMSエンタープライズ』を設立してマネジメント実務を開始した。父親の助言により、弟のクライブ・エプスタインが株式の50パーセントを保有する共同経営者となった。

## 略歴
- 1962年6月26日、『NEMSエンタープライズ』を設立する。
- 1962年10月5日、ビートルズがパーロフォンよりデビューする。
- 1963年3月9日、リヴァプールの本部とロンドンの広報部門を統合して、ロンドンのソーホーに6階建てビルに本部を構える。
- 1967年5月、ビージーズをポリドール・レコードよりデビューさせるが、エプスタインの死後はマネージャーのロバート・スティッグウッド（英語版）がRSOレコード（英語版）を設立してビージーズは移籍する。
- 1967年8月27日、エプスタインが死去する。ビートルズはNEMSとの契約を更新せず、1968年に『アップル・コア』を設立して自らマネジメントを開始する。
- 1967年12月31日、エプスタインの株は母親クイーニー名義に書き換えられ、同社は1968年2月に『ネンペラー・ホールディングス』と改名。
- 1969年4月24日、弟クライブと母クイーニーは自身の持ち株を『トライアンフ・インベストメント・トラスト』へ売却する。
- 1975年10月24日、トライアンフは臨時総会で解散を宣言した。